# Museo nazionale della Mauritania
Il museo nazionale della Mauritania, noto anche come museo nazionale di Nouakchott (in francese Musée National de Nouakchott), è un museo che si trova a Nouakchott, in Mauritania. Si trova a sud-ovest dell'Hotel Mercure Marhaba, a ovest dell'Hotel de Ville, a nord-ovest del Parc Deydouh e a nord-est della moschea Ould Abas.
Il museo ha notevoli collezioni archeologiche ed etnografiche. Contiene due gallerie che mostrano collezioni di punte di freccia e costumi locali.

## Edificio
Il museo nazionale è ospitato in un edificio a due piani costruito nel 1972 dai cinesi. L'edificio ospita anche l'Istituto mauritano di ricerca scientifica, il Centro di conservazione dei manoscritti della Mauritania e la Biblioteca nazionale della Mauritania. Il museo è composto da due sale espositive permanenti e una sala espositiva temporanea.

## Collezioni
Le collezioni archeologiche del museo espongono manufatti musteriani, ateriani e neolitici, nonché partecipazioni provenienti da scavi effettuati in diverse città storiche della Mauritania come Koumbi Saleh, Aoudaghost, Tichitt, Ouadane e Azougui. Le collezioni etnografiche contengono oggetti appartenenti a diverse culture della società mauritana.

## Galleria d'immagini

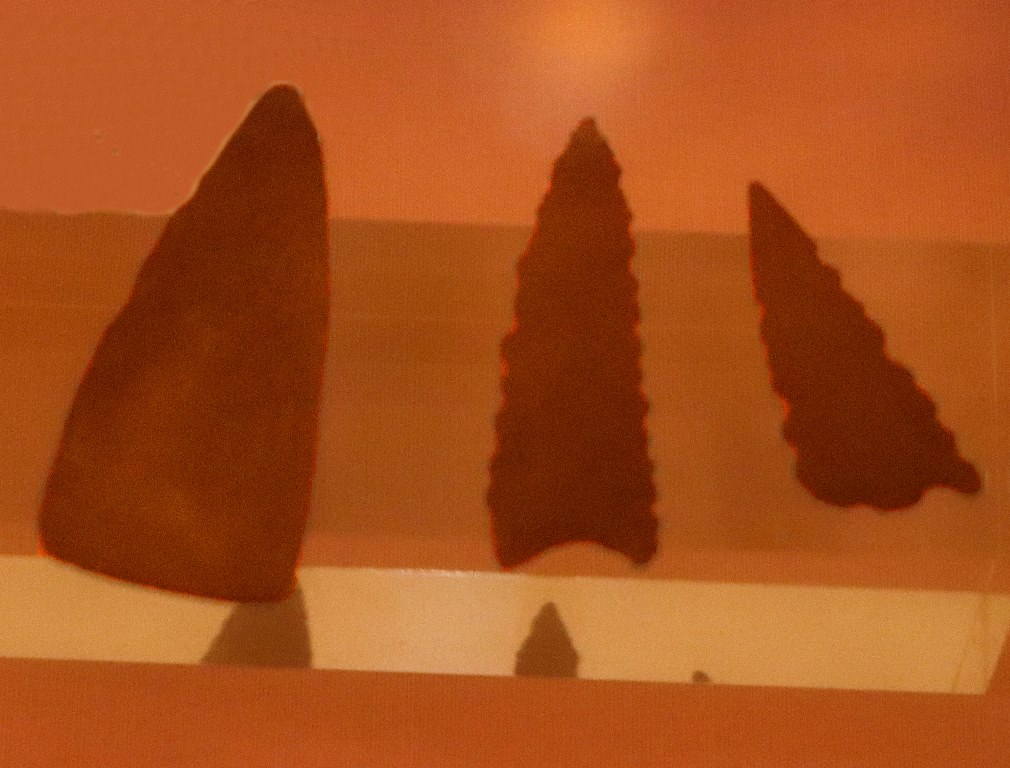
Strumenti di scisto lucido della Cultura Tichitt
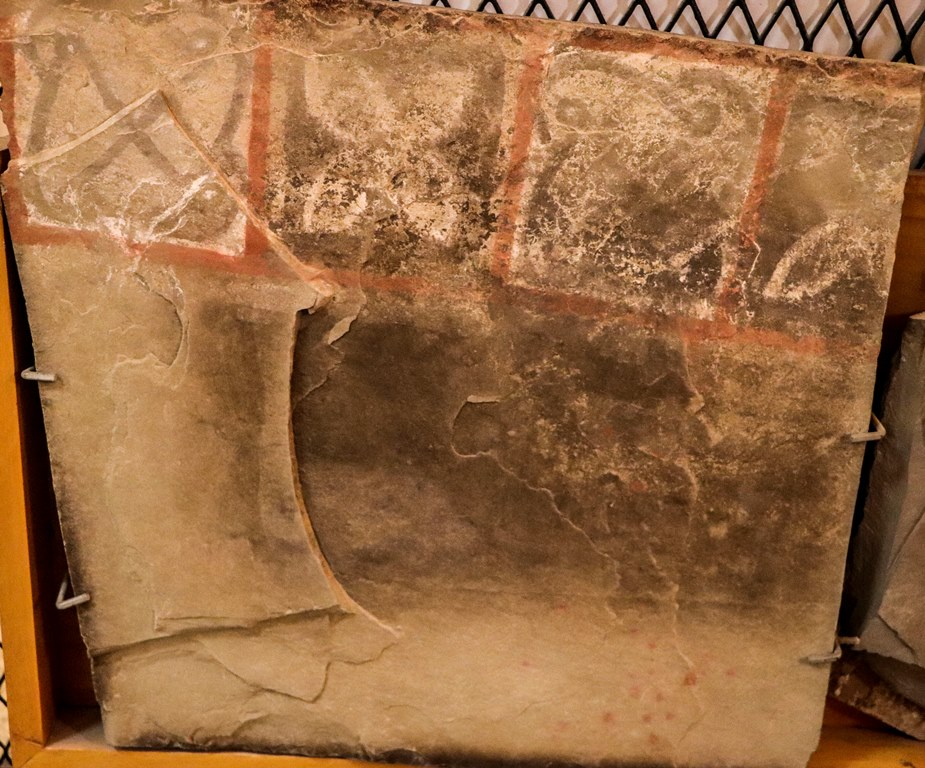
Piatto di scisto epigrafico di Koumbi Saleh
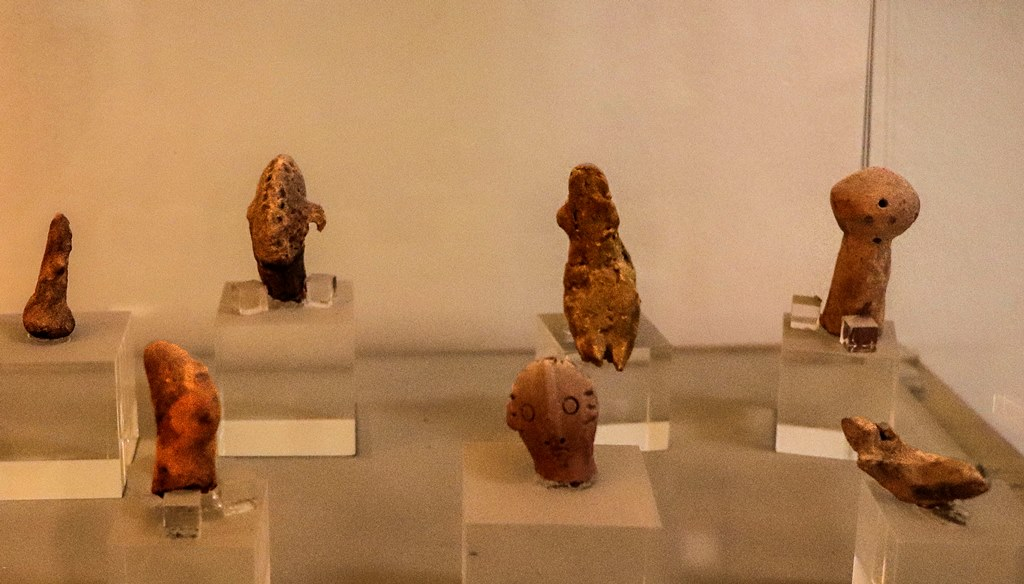
Piccole statue di adobe
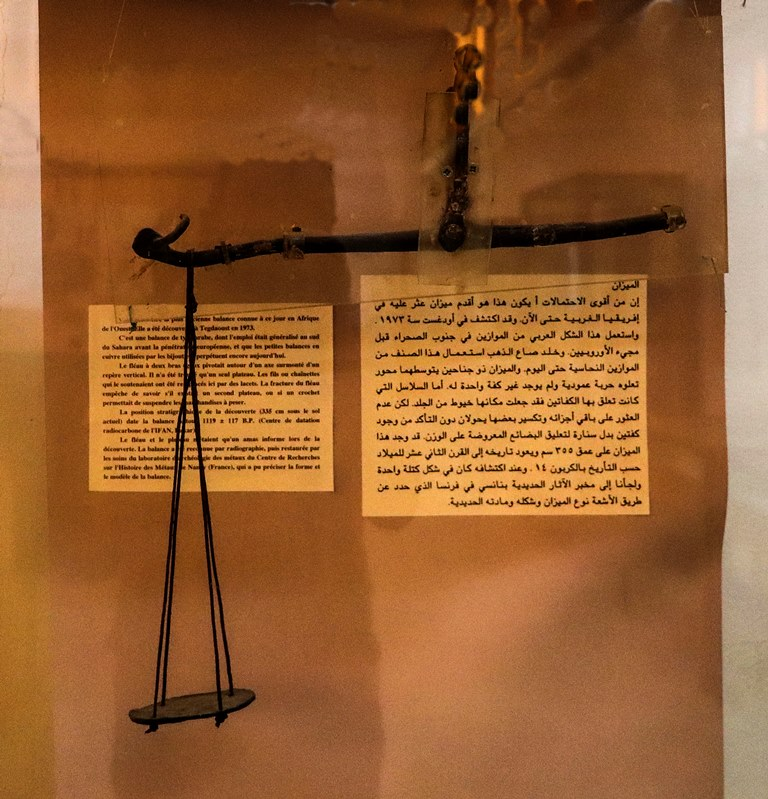
Scala araba del Sahel, X secolo